# 金村龍那
金村 龍那（かねむら りゅうな、1979年（昭和54年）4月6日 - ）は、日本の政治家。日本維新の会所属の衆議院議員（2期）。日本維新の会常任役員・幹事長代理、神奈川維新の会代表。東京都港区白金在住。
日本維新の会副幹事長を務めた。

## 来歴
愛知県名古屋市天白区出身。祖父は土木建設業を営んでいた。
高校卒業後、鳶職などのアルバイトを経て、ナイトクラブで勤める。クラブの客の勧めにより、2002年から城島光力衆議院議員（後の財務大臣）の秘書を約10年務める。
2013年、東京都議会議員選挙に大田区から民主党公認で立候補するが、落選。
同年、親族に発達障害の子どもがいたこともあり、児童発達支援施設を立ち上げた。

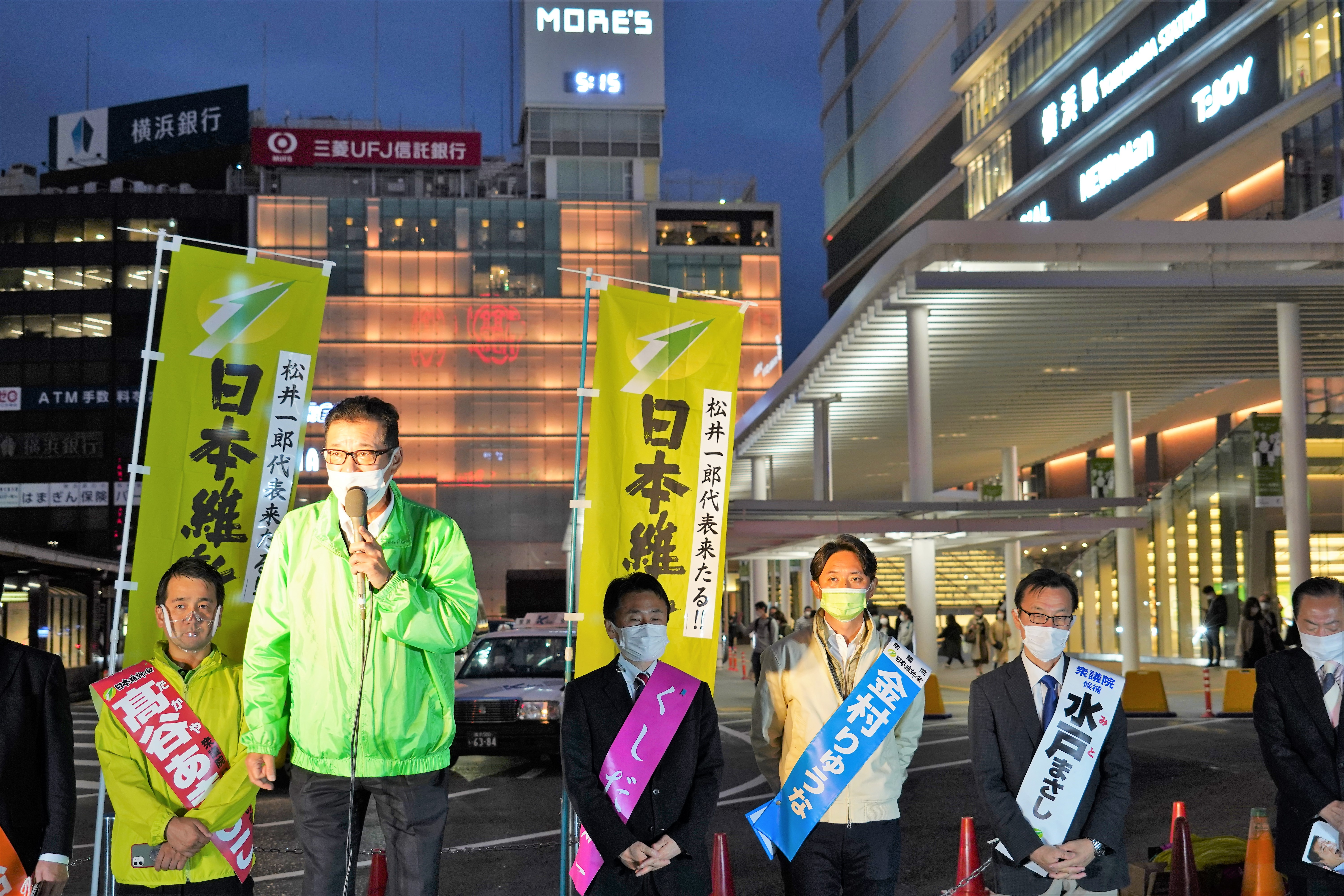
第49回衆院選における日本維新の会の街頭演説。横浜駅西口にて（2021年10月24日）。

2021年10月31日の第49回衆議院議員総選挙において、過去に城島が地盤としていた神奈川10区から日本維新の会公認で立候補した。選挙区では自民党の田中和徳に敗れて次点だったが、重複立候補していた比例南関東ブロックで復活し、初当選。
同年11月27日付で、神奈川維新の会代表に就任した。
2024年10月27日の第50回衆議院議員総選挙では、田中に敗れて次点だったが前回より票差を縮め、比例復活で再選。同年11月15日、日本維新の会代表選挙への立候補を表明。12月1日の投開票の結果、8547票を獲得した吉村洋文共同代表（大阪府知事）が当選し、金村は635票を獲得するに留まった。代表選後の人事で党常任役員・幹事長代理に就任。

## 選挙歴
| 当落 | 選挙                     | 執行日         | 年齢 | 選挙区         | 政党         | 得票数    | 得票率 | 定数 | 得票順位 /候補者数 | 政党内比例順位 /政党当選者数 |
| ---- | ------------------------ | -------------- | ---- | -------------- | ------------ | --------- | ------ | ---- | ------------------ | ---------------------------- |
| 落   | 2013年東京都議会議員選挙 | 2013年6月23日  | 34   | 大田区選挙区   | 民主党       | 5370票    | ーー   | 8    | 12/13              | /                            |
| 比当 | 第49回衆議院議員総選挙   | 2021年10月31日 | 42   | 神奈川県第10区 | 日本維新の会 | 6万9594票 | 27.48% | 1    | 2/4                | 1/3                          |
| 比当 | 第50回衆議院議員総選挙   | 2024年10月27日 | 45   | 神奈川県第10区 | 日本維新の会 | 5万1121票 | 30.87% | 1    | 2/4                | 1/2                          |